# Temple réformé de Nice
Pour les articles homonymes, voir Temple protestant du Saint-Esprit.
Le temple réformé de Nice, ou temple Saint-Esprit, anciennement église épiscopalienne américaine Holy Spirit Church, est un lieu de culte protestant réformé situé au 21 boulevard Victor-Hugo à Nice. La paroisse est rattachée à l'Église protestante unie de France. Il est inscrit aux monuments historiques depuis 2020.

## Histoire
Vers la fin du XIXe siècle, la communauté épiscopalienne américaine de Nice lance une souscription afin de bâtir un lieu de culte épiscopalien pour accueillir les fidèles. En 1886, l'église est construite,. L'architecte est W.G. Haberson. Elle est inaugurée en 1888 et se nomme église « of the Holy Spirit ». Son style néogothique, très peu présent ailleurs à Nice, tranche avec les bâtiments aux alentours. Seule l'église anglicane, rue de la Buffa, reconstruite en 1856, est également néogothique.
Au tout début du XXe siècle, les protestants réformés de langue française vivant à Nice commencent à se constituer en une communauté organisée, après avoir longtemps partagé, avec les protestants de l'Église évangélique vaudoise, la même obédience et le temple vaudois de la rue Gioffredo. En 1902, ils font l'acquisition d'un immeuble (aujourd'hui disparu) boulevard Dubouchage. Ils y resteront environ soixante-dix ans, période durant laquelle ils se rattachent à l'Église réformée de France.
Dans les années 1970, alors que le bâtiment présente d'importants problèmes d'entretien, le conseil presbytéral de l'Église réformée de Nice décide de racheter l'église « of the Holy Spirit » et son presbytère avoisinant, situés boulevard Victor-Hugo et laissés libres par le départ de l'Église épiscopale des États-Unis. Celle-ci avait vu ses effectifs décliner avec notamment le départ de la flotte américaine en 1966. En vendant l'immeuble du boulevard Dubouchage, ils recueillent les fonds nécessaires à l'achat de l'église, dans laquelle ils s'installent en 1974.
Le temple, les façades et toitures du presbytère ainsi que les éléments de clôture sont inscrits aux monuments historiques par arrêté du  26 mai 2020.

## Galerie

Temple de Nice
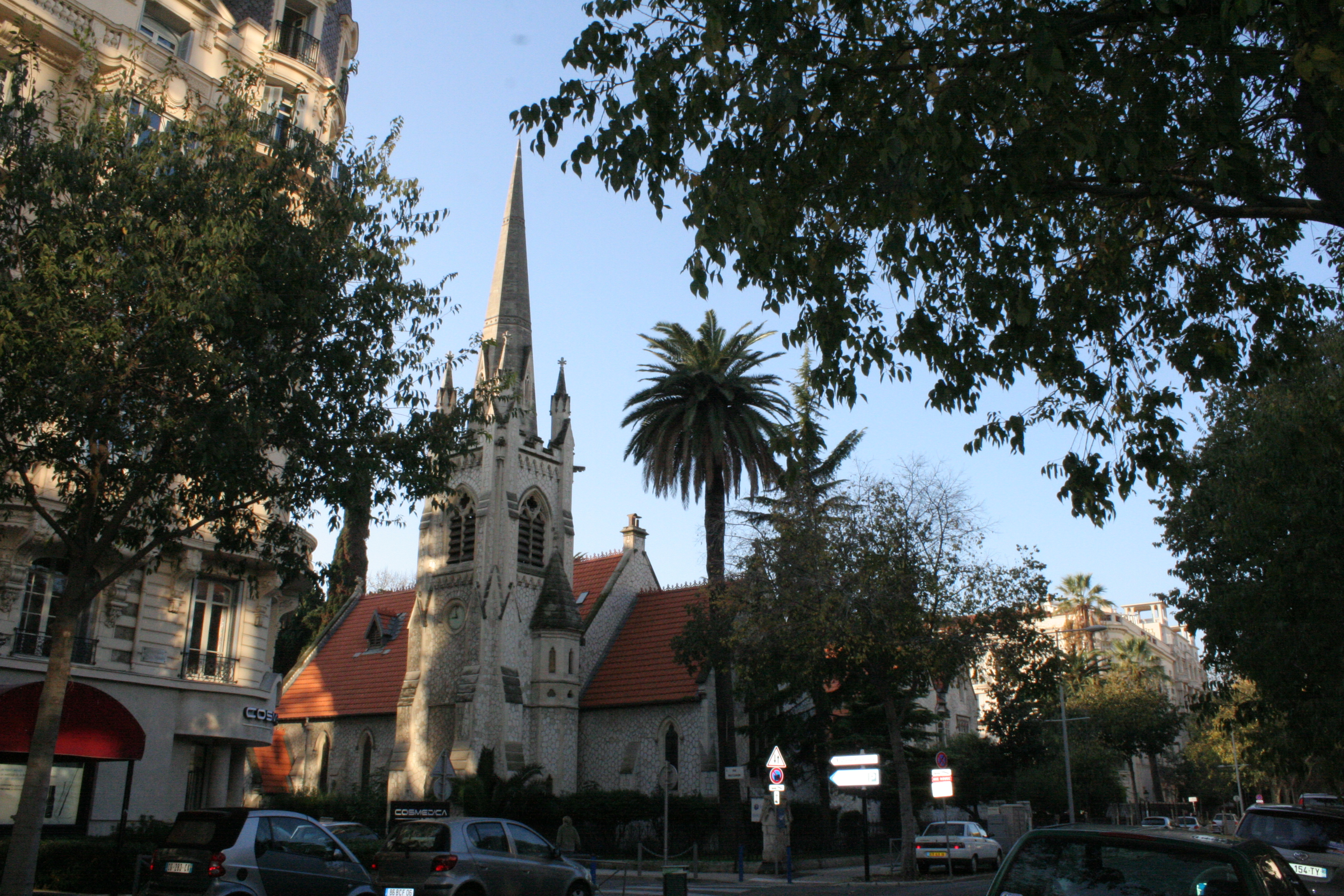
Vue du boulevard Victor-Hugo
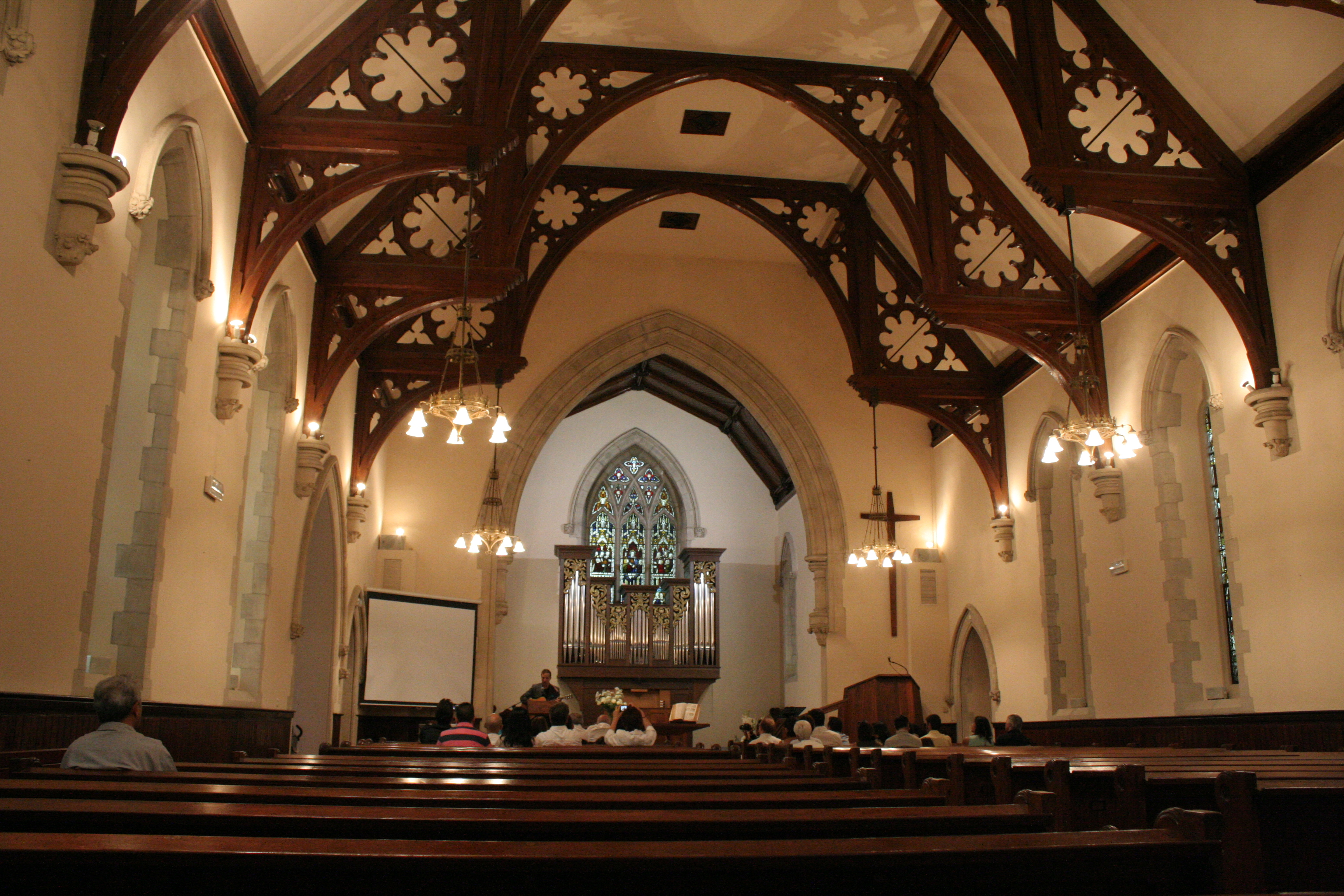
Intérieur avec sa charpente et l'orgue au fond
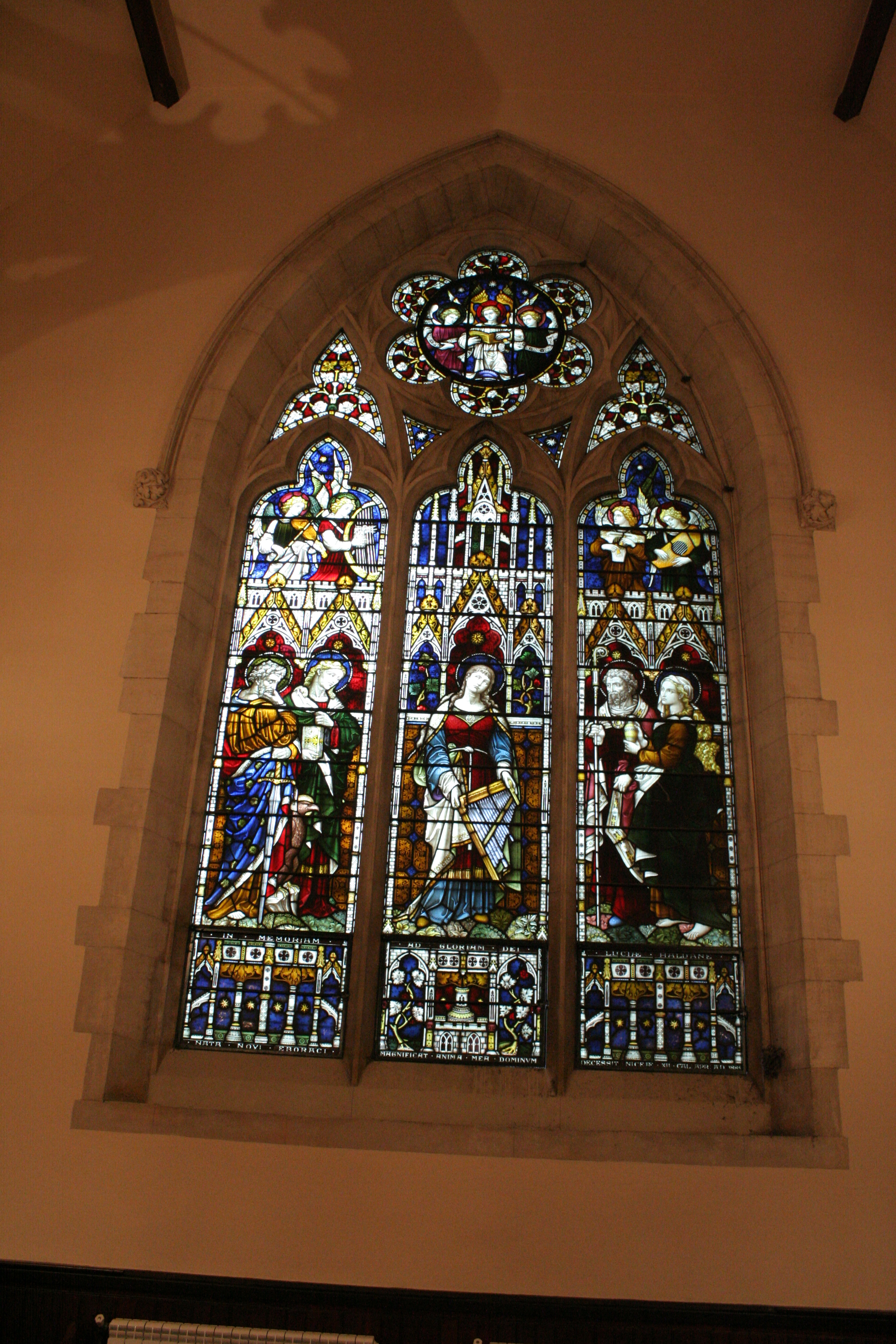
Vitrail
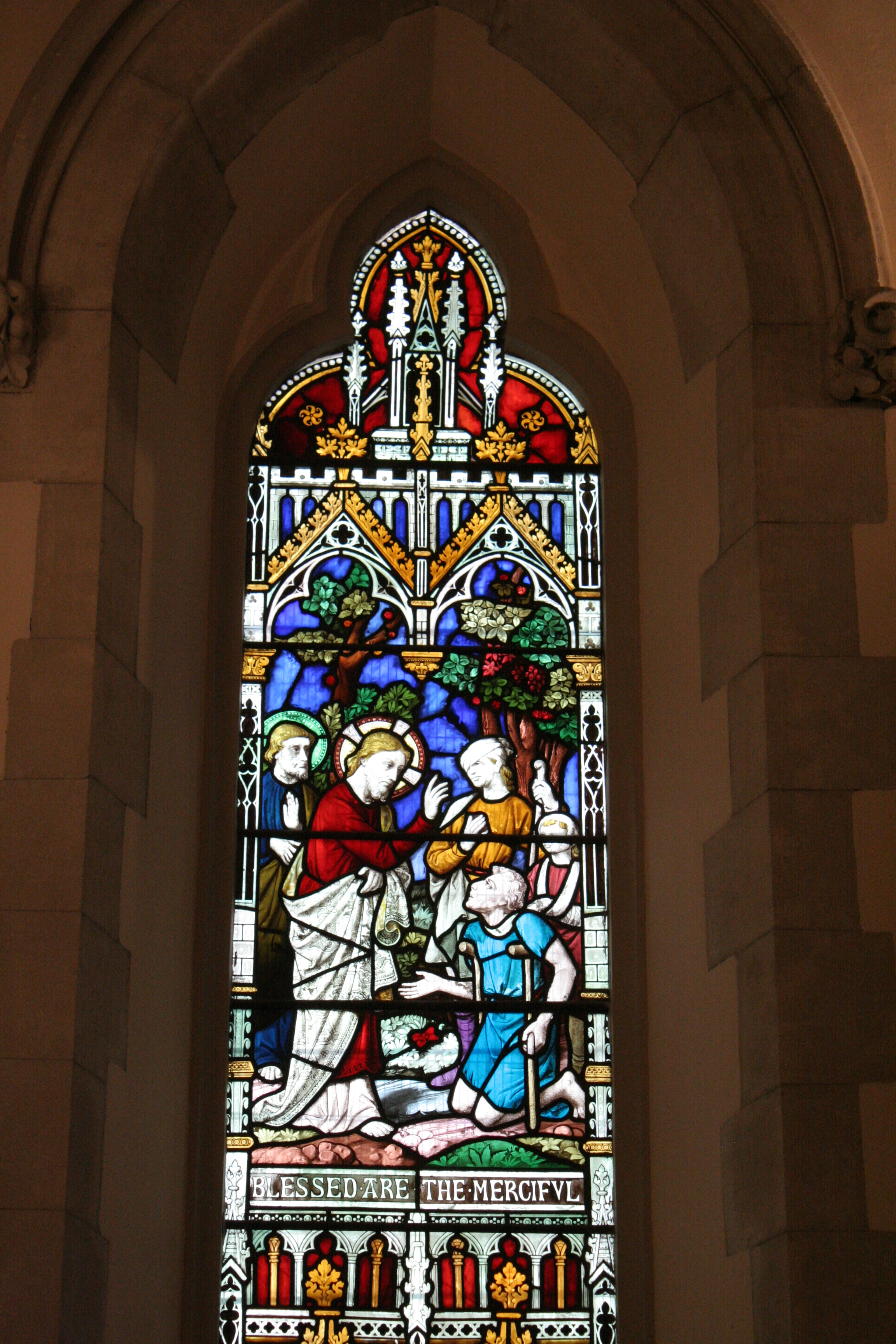
Détail d'un vitrail
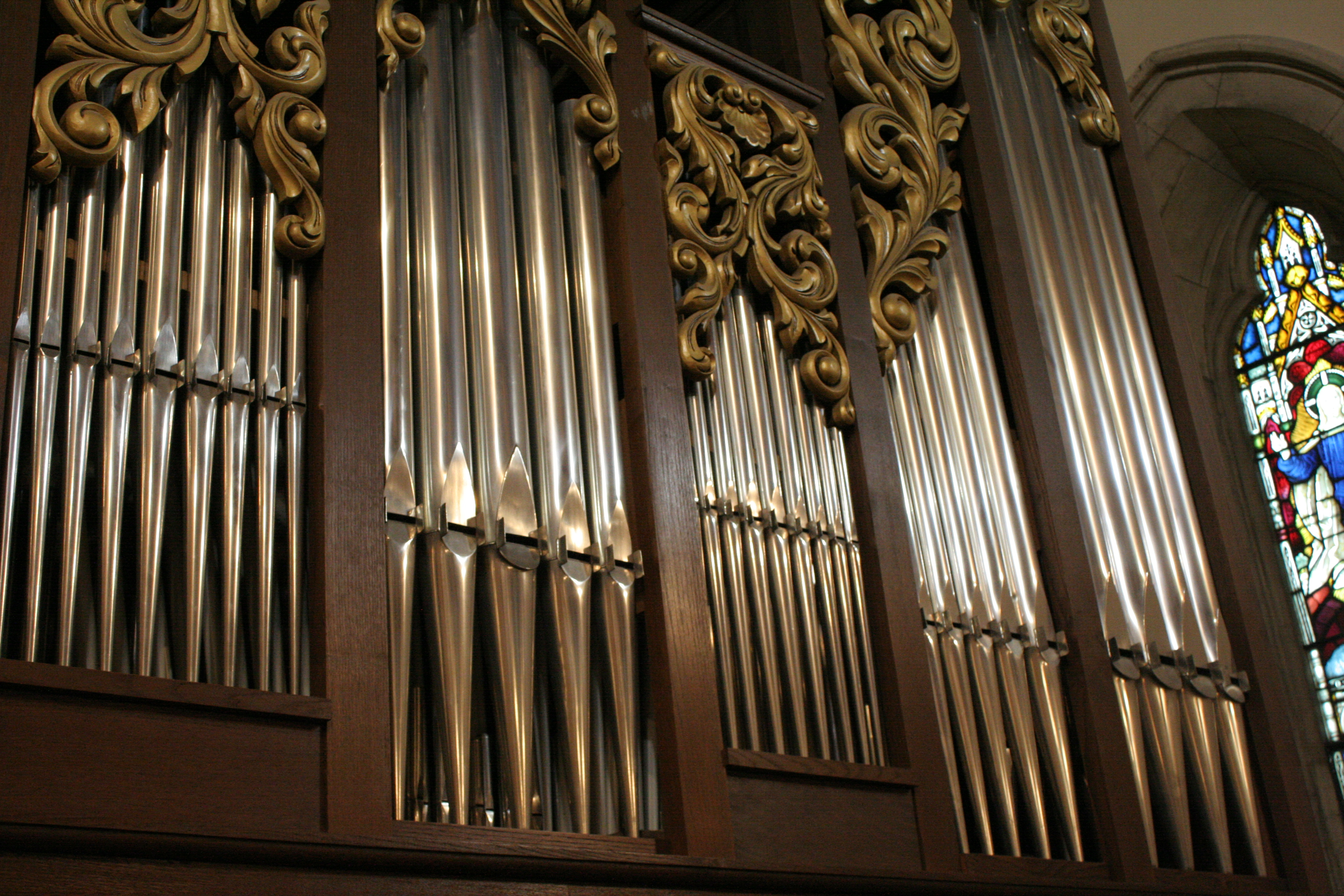
L'orgue
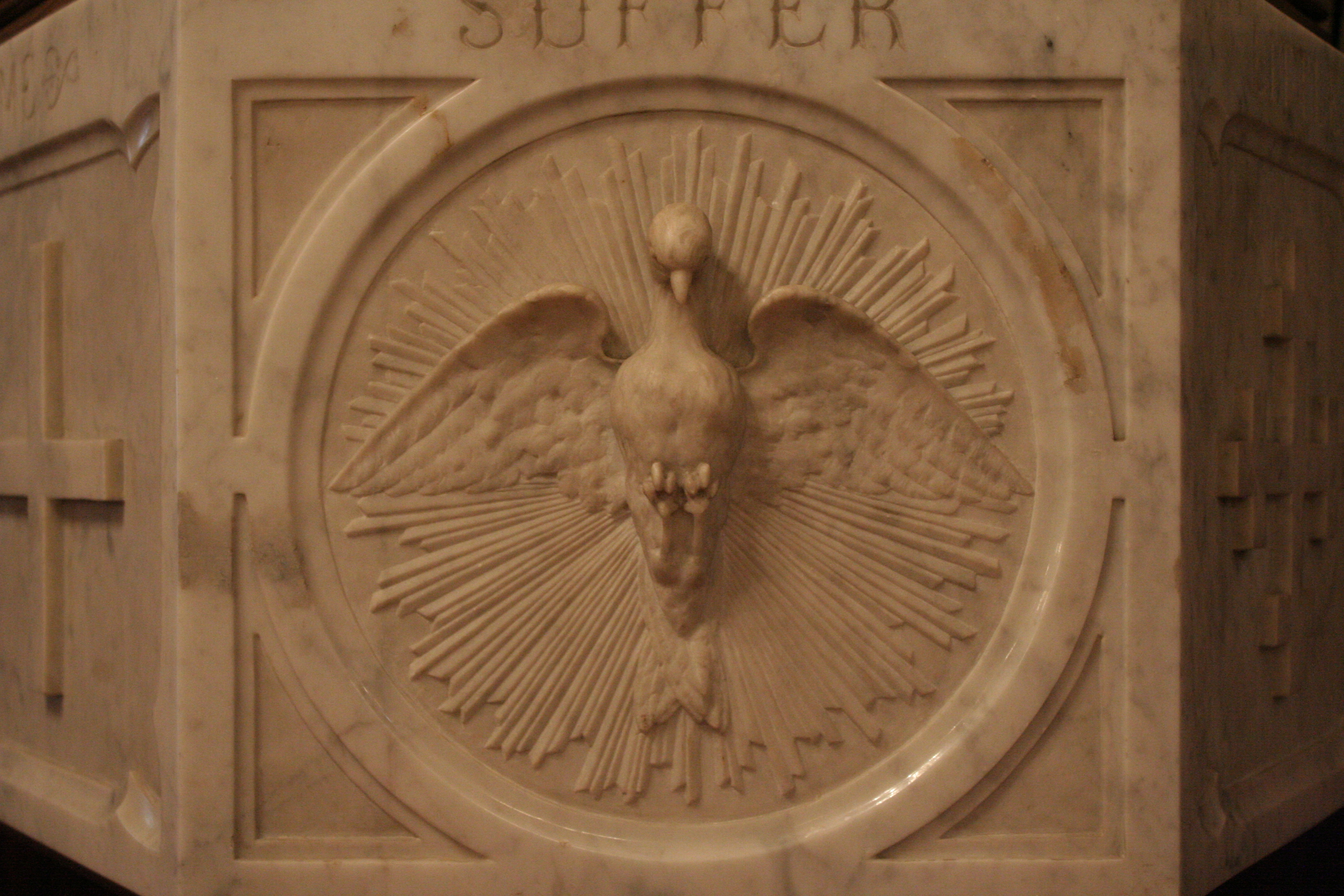
Détail du baptistère : la colombe